# 7th Armored Division (Vereinigte Staaten)
Die 7th Armored Division (deutsch 7. US-Panzerdivision; Spitzname Lucky Seventh) war eine Panzerdivision der United States Army, die während des Zweiten Weltkrieges von August 1944 bis Mai 1945 an der Westfront eingesetzt wurde.

## Geschichte

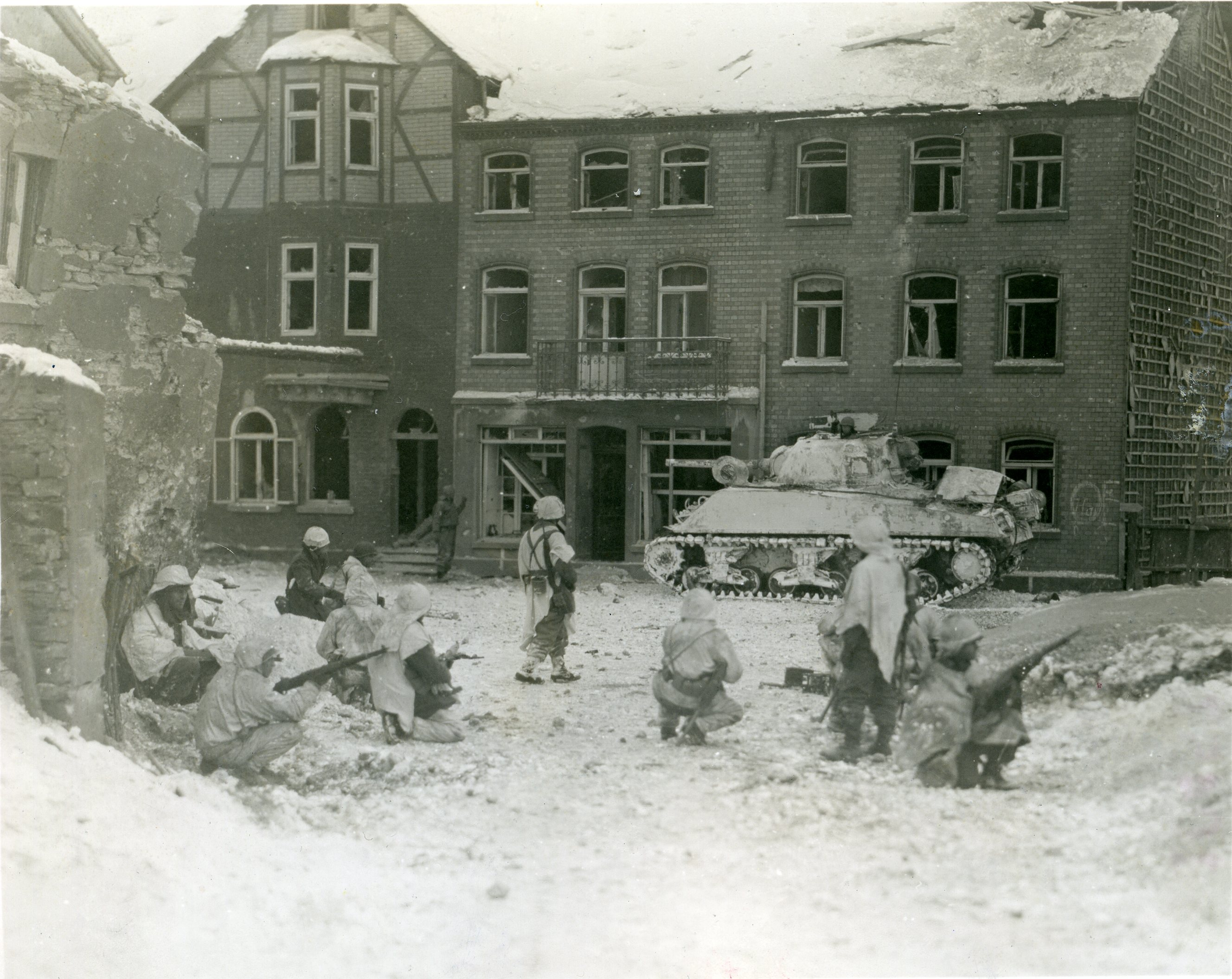
Angehörige der 7th Armored Division im belgischen Sankt Vith (Dezember 1944)

Die 7th Armored Division wurde am 1. März 1942 in Camp Polk, Louisiana, aus „überzähligen“ Elementen der neu organisierten 3. und 5. Panzerdivision aktiviert und selbst am 20. September 1943 neu organisiert. Während der ersten Jahre wurde die 7. Panzerdivision von Generalmajor Lindsay M. Silvester kommandiert, einem Infanteristen, der im Ersten Weltkrieg Kampferfahrung gesammelt hatte. Das Trainingsprogramm für den Einsatz in Europa erfolgte in Camp Coxcomb, Kalifornien.
Die 7. Panzerdivision traf im Juni 1944 in England ein, landete am 13. und 14. August 1944 in der Normandie und wurde der 3. US-Armee zugeteilt.
Die Division war Ende Dezember 1944 am amerikanischen Gegenangriff in der Ardennenoffensive und im März 1945 an der Schlacht um Remagen beteiligt.

## Gliederung
(Quelle)
- Kampfkommando A
- Kampfkommando B
- 17. Panzerbataillon
- 31. Panzerbataillon
- 40. Panzerbataillon
- 23. gepanzertes Infanteriebataillon
- 38. gepanzertes Infanteriebataillon
- 48. gepanzertes Infanteriebataillon
- 434. Panzer-Feldartilleriebataillon
- 440. Panzer-Feldartilleriebataillon
- 489. Panzer-Feldartilleriebataillon
- 87. Kavallerie-Aufklärungsgeschwader (mechanisiert)
- 33. Panzer-Pionierbataillon
- 147. Panzersignalkompanie
- 129. Bataillon zur Wartung gepanzerter Kampfmittel
- 77. Panzer-Sanitätsbataillon

## Kommandeure
|    | Name                                    | Von              | Bis              |
| -- | --------------------------------------- | ---------------- | ---------------- |
| 1. | Generalmajor Lindsay McDonald Silvester | 1. März 1942     | 1. November 1944 |
| 2. | Generalmajor Robert W. Hasbrouck        | 1. November 1944 | 9. Oktober 1945  |